# Held van de Socialistische Arbeid (Bulgarije)
De “Gouden Medaille van een Held van de Socialistische Arbeid” (Bulgaars: Герой на социалистическия труд, Geroj na sotsialistiljeskija troed) en de daarbij behorende titel van " Held van de Socialistische Arbeid" werden in Bulgarije op 15 juni 1948 naar Sovjet-Russisch voorbeeld ingesteld. De titel is een vertaling uit het Russisch. In veel van de door de Sovjet-Unie gedomineerde staten werd een dergelijke heldenorde ingesteld.
Het versiersel, ook in Bulgarije gaat het om een kleine gouden ster met hamer en sikkel aan een rood lintje, lijkt sterk op het Russische voorbeeld. De diameter van de ster is 34 millimeter. Op de keerzijde staat de titel in verhoogde letters. Daar is ook een klein stempel aangebracht van de waarborg want deze ster is niet verguld, maar van goud. In 2014 werd voor een ster 3750.00 Euro gevraagd.
De tegelijk met deze ster verleende Orde van Georgi Dimitrov wordt net als in de Sovjet-Unie aan een vijfhoekig lint gedragen en lijkt op zijn beurt sterk op de Orde van Lenin. Zo werd niet alleen het systeem maar ook het uiterlijk van de socialistische orden van de Sovjet-Unie overgenomen.
De onderscheiding werd verleend voor bijzondere en langdurige verdienste zoals het verhogen van de effectiviteit van de Bulgaarse economie, initiatief en verdienste voor Bulgarije als geheel.
Als bijzondere onderscheiding ontvingen de helden van de Socialistische Arbeid ook Bulgarije's hoogste onderscheiding, de Orde van Georgi Dimitrov.
Strikt genomen is deze onderscheiding een medaille en geen orde maar zij was zozeer in aanzien dat zij hier, zoals ook veel gezaghebbende bronnen dat bij de "heldenorden" doen, onder de orden wordt vermeld.
Bulgarije kende, wederom in navolging van de Sovjet-Unie ook een “ Held van de Volksrepubliek Bulgarije en een moeder-Heldin.
Een Held van de Socialistische Arbeid genoot na 1988 bijzondere privileges, zoals toelating tot opleidingen zonder dat daarvoor een toelatingsexamen behoefde te worden gedaan. Dit privilege gold niet voor kunst- en architectuurstudies.

## Dragers
De kostbare gouden ster werd weinig toegekend. Er waren slechts 58 dragers. Onder de dragers waren behalve Bulgaren ook Russen zoals Leonid Brezjnev en de kosmonaut Yuri Gagarin.